# Джулія Квінтавалле
Джулія Квінтавалле  (італ. Giulia Quintavalle; нар. 6 березня 1983, Ліворно, Італія) — італійська дзюдоїстка, олімпійська чемпіонка.

## Виступи на Олімпіадах
| Олімпіада  | Дисципліна      | Місце |
| ---------- | --------------- | ----- |
| Пекін 2008 | легка категорія | 1     |